# Alchenstorf
Alchenstorf es una comuna suiza del cantón de Berna, situada en el distrito administrativo del Emmental. Limita al norte con las comunas de Höchstetten, Hellsau y Seeberg, al este con Wynigen, al sur con Rumendingen y Niederösch, y al oeste con Koppigen.
Hasta el 31 de diciembre de 2009 situada en el distrito de Burgdorf.